# Emad Moteab
Emad Moteab, född 20 februari 1983 i ash-Sharqiyya, är en egyptisk fotbollsspelare som sedan 2011 spelar för Al-Ahly. Han spelar även för Egypten landslag och har vunnit Afrikanska mästerskapet tre gånger. Totalt har Moteab vunnit 25 troféer, de flesta med moderklubben Al-Ahly.

## Meriter
Al-Ahly
- Egyptiska Premier League: 2005, 2006, 2007, 2008, 2010, 2011, 2014, 2016
- Egyptiska cupen: 2006, 2007
- Egyptiska Supercupen: 2005, 2006, 2007, 2008, 2015
- CAF Champions League: 2005, 2006, 2012
- CAF Super Cup: 2006, 2007, 2013
- VM för klubblag
  - Brons: 2006

Ittihad
- Saudi Professional League: 2009

Egypten
- Afrikanska mästerskapet: 2006, 2008, 2010